# Limnaecia acontiphora
Limnaecia acontiphora är en fjärilsart som beskrevs av Edward Meyrick 1922. Limnaecia acontiphora ingår i släktet Limnaecia och familjen fransmalar. Inga underarter finns listade i Catalogue of Life.